# De Rips (beek)
De Rips is een beek in de Nederlandse gemeente Gemert-Bakel, dat water afvoert van de Peel. In de 14e eeuw sprak men van Roesp of Ruespe. Een riviertje van dezelfde naam is de Rosep. Naar analogie met de gelijknamige plaats De Rips wordt het lidwoord doorgaans als deel van de naam beschouwd. Men schrijft dit lidwoord meestal dan ook met een hoofdletter.

## Loop
De gekanaliseerde beek stroomt vanuit het landgoed Beestenveld westwaarts om vlak ten zuiden van de kom van De Mortel haaks naar het noorden af te buigen vlak langs de kom van De Mortel, waar zich een plantsoen langs de Rips bevindt, en vervolgens een stukje door landbouwgebied. De beek stroomt naar het noorden en onder de rondweg van Gemert door, waar ze een moerasparkje bevloeit. Dan gaat het als een rechte vaart door de nieuwbouwwijken om zich vervolgens in een westelijke en een noordelijke tak te splitsen.

### Westelijke tak
De westelijke tak gaat geheel door de kom en het centrum van Gemert. Dat valt echter niet op omdat de beek vrijwel geheel over particuliere terreinen en tussen achtertuinen door stroomt. Er zijn geen wandelpaden langs zodat men het onopvallende beekje alleen kan zien daar waar er een bruggetje overheen gaat.
De Rips stroomt ten zuiden van de Sint-Gerardus Majellakerk met bijbehorende begraafplaats en bereikt dan de voormalige kloostertuin van het klooster Nazareth van de zusters Franciscanessen. Hier is nu een aantal scholen verrezen. Onzichtbaar stroomt de Rips onder het centrale Gemertse Ridderplein en komt op het terrein van het Kasteel van Gemert weer tevoorschijn. De Rips stroomt langs en later over dit terrein, gaat dan onder de Rondweg door en verlaat Gemert. Nu volgt een kronkelend en beplant deel. Dit staat bekend als de Knollenbijter.
Halverwege kan men rechtsaf langs een pad naar het Boerenbondsmuseum. Dit pad is, in het kader van het Karrespoorproject, omgeven door een aantal oorspronkelijke landschapselementen zoals houtsingels, poelen, knotwilgen en bloemrijke weiden. Uiteindelijk komt de beek bij het natuurgebied Pandelaarse Kampen uit in de Snelle Loop.

### Noordelijke tak
Deze tak stroomt langs het Hein de Witpark, vernoemd naar Hein de Wit die burgemeester van Gemert was van 1966-1979. Noordwaarts vervolgt de gegraven beek haar loop om bij het bedrijventerrein Wolfsveld uit te komen en scherp naar links te buigen. Bij de onderdoorgang van de Lodderdijk stroomt het beekje langs een van de keskes die langs de bedevaartsweg naar Handel te vinden zijn. Dan gaat het langs sportvelden en nieuwbouwwijken, parkjes en retentievijvers. Hier heet de beek Molenbroekseloop. In noordoostelijke richting zijn weg vervolgend stroomt het uit in de Peelse Loop.

## Oorspronkelijke loop
De oorspronkelijke loop van de beek lag tussen beide takken in. In de jaren 60 van de 19e eeuw werd de loop ervan verlegd. De Gemertse watermolen bevond zich daar waar tegenwoordig de wijk Molenbroek is te vinden. De oorspronkelijke loop is daar aangegeven in het wijkje Watermolen en in het verlengde daarvan is een smal parkje te vinden.